# مود أباتاو
ماد أباتاو (بالإنجليزية: Maude Apatow)‏ هي ممثلة أمريكية، ولدت في 15 ديسمبر 1997 بلوس بانوس في الولايات المتحدة. بدأت مشوارها المهني سنة 2005.

## أعمال

### أفلام
- (2007) حبلت[4]
- (2009) أشخاص ظرفاء[5]
- (2012) هذا هو سن الأربعين[6]

## وصلات خارجية
- مود أباتاو على موقع IMDb (الإنجليزية)
- مود أباتاو على موقع ميتاكريتيك (الإنجليزية)
- مود أباتاو على موقع روتن توميتوز (الإنجليزية)
- مود أباتاو على موقع ألو سيني (الفرنسية)
- مود أباتاو على موقع ميوزك برينز (الإنجليزية)
- مود أباتاو على موقع أول موفي (الإنجليزية)
- مود أباتاو على موقع قاعدة بيانات الأفلام السويدية (السويدية)
- مود أباتاو على موقع قاعدة بيانات الفيلم (الإنجليزية)
- مود أباتاو على موقع ليتربوكسد (الإنجليزية)
- مود أباتاو على موقع كينوبويسك (الروسية)